# 阿尔弗雷德·德布林
布鲁诺·阿尔弗雷德·德布林（德語：Bruno Alfred Döblin，1878年8月10日—1957年6月26日），德国小说家、散文家、医生，其代表作为发表于1929年的《柏林，亚历山大广场》。阿尔弗雷德·德布林在其超过半个世纪的写作生涯中创作了大量作品，影响了多次文学运动，是德国现代主义文学的最重要的一位代表 他的全部作品包括二十部小说，第一部小说《王伦三跳》出版于1915年，而最后一部小说《长夜的故事》出版于1956年，题材涉及历史小说、科学小说和都市生活小说，还包括多部剧本、广播剧和电影剧本，哲学随笔，政治、神学、艺术和社会方面的杂文，众多书信，总计超过三十卷。
十岁的时候德布林被父亲抛弃，和母亲一起前往柏林，之后的四十五年，德布林都居住在柏林，参与魏玛共和国时期的文化圈，包括表现主义者、赫沃斯•瓦尔登、布莱希特和托马斯•曼。随着《柏林，亚历山大广场》的出版，德布林声名鹊起，但不久就被纳粹德国政府流放。1933-1940年他客居法国，之后随着二战局势，不得不前往美国，住在洛杉矶，他在这里改信了天主教。战后他回到联邦德国，但对战后德国的保守主义文化倾向不满，回到法国。晚年身体和经济状况都不佳，而他的作品也处于不被重视的状态。
虽然《柏林，亚历山大广场》已经被视为德语文学中的经典作品，但德布林本身属于被低估或被遗忘的作家近年以来，他的作品颇受研究者的重视，而他本人远不如托马斯·曼、布莱希特和弗朗茨·卡夫卡等德语作家为人所知。

## 生平

### 早年
德布林出生于普鲁士波美拉尼亚省的港口城市斯德丁（今波兰什切青）是手艺纯熟的裁缝马克斯·德布林（1846-1921）和索非亚·弗瑞欧登海姆（1844-1929）的第四个孩子。由于马克斯·德布林对于多种艺术形式都感兴趣，和索非亚的实用观点有冲突，造成家庭气氛紧张，而德布林认为自己和兄弟的艺术爱好即来源于父亲。德布林家是同化犹太人，自幼他就注意到了社会上广泛存在的反犹太主义
1888年7月，德布林的父亲和比他小二十岁的女裁缝亨利特·赞德私奔去了美国，开始新的生活父亲的离开给童年德布林留下深刻的印记，并且一直影响着他三个月后，索非亚带着五个孩子来到柏林，居住在一间简陋公寓中，周边是工人阶级居住地1889年，已经身无分文的马克斯·德布林从美国回国，和索非亚短暂和解，一家人于同年4月搬到了汉堡。但当马克斯又把情人带回来开始双重生活时，索非亚带着孩子们回到了柏林
由于社会阶层低下，学校里的气氛也不好，德布林的童年并不快乐虽然他在低年级学习很好，但从上语法学校四年级开始，老师开始给予他平庸的评价，而他的艺术倾向与自由思想也和刻板的爱国主义军事化教育系统格格不入，因此造成了德布林的反抗心理，也给老师留下了逆反的印象
尽管德布林讨厌学校生活，还是阅读了斯宾诺莎、叔本华、尼采等人的哲学作品和海因里希·冯·克莱斯特、弗里德里希·荷尔德林和费奥多尔·陀思妥耶夫斯基的多部作品还未从学校毕业，德布林就完成了自己的第一部小说《荷尔德林的灵魂》，他把一份副本寄给了著名评论家弗里兹·毛泽那，几天后受到了毛泽那的回复。因为担心母亲发现他的文学倾向，他用了假名字寄出手稿，因此没法从邮局拿回稿件，只能重新写一遍

## 大学生涯和早期创作
从语法学校毕业之后，德布林于1900年进入了弗里德里希·威廉大学（今柏林洪堡大学），专业为医学。1904年他转到弗赖堡继续自己的研究，主要方向为神经病学和心理治疗。1904-1905学年的冬季学期，他在弗莱堡心理治疗诊所开始写自己的论文《考萨科夫精神症病人的记忆干扰》，1905年他完成了论文，发表在医学杂志上他曾申请过柏林和什切青的助理医师职位，后者明显被拒绝了，由于他有犹太血统 他最后在雷根斯堡地区一个精神病院短期担任助理医师。1906年10月15日，他在buch的柏林心理诊所担任助理医师两年。之后他到了"Am Urban," 城市医院，他在这里重新对内科医学发生了兴趣。1911年10月他在柏林克罗伊茨贝格自己开业行医，不久之后搬到了工人阶级居住地的Frankfurter Allee行医
在Buch工作时，德布林遇到了弗里达·昆克，一位十六岁的清教徒护士，两人恋爱了1909年他结识了21岁的医学学生厄娜·雷斯，雷娜也是一个富裕的犹太工厂主的女儿虽然德布林仍喜欢昆克，但迫于家庭的催促，他勉强地和雷斯于1911年2月13日订婚，第二年一月结婚，他的弟弟雨果和赫沃斯·瓦尔登担任伴郎德布林并没有注意到弗里达已经怀孕了，1911年10月14日，他们的孩子伯杜出生，1918年弗里达因肺结核去世后，孩子由弗里达的妈妈爱丽丝·昆克抚养长大。终德布林的一生，他都和伯杜有着松散的联系，他对弗里达的做法也成为自己的长时间罪感来源 德布林和厄娜·雷斯的第一个孩子，彼得·德布林，于1927年10月27日出生，接受清教徒的洗礼

恩斯特·路德维希·柯希纳所画的德布林肖像

在柏林学习期间，德布林创作了自己的第二篇小说《黑幕》 这部小说描写了主人公约翰纳斯的性发展过程，探索了爱、恨和施虐的主题。在文学上，德布林在《柏林，亚历山大广场》中所用的激进手法在《黑幕》中已经开始使用。1910年，他通过赫沃斯·瓦尔登认识了格奥尔格·勒文，并为杂志《暴风》撰稿，《暴风》杂志以卡尔·克劳斯的报纸《火炬》为范例，很快就将德布林视作重要的撰稿人
通过瓦尔登，德布林结识了女诗人拉斯克-许勒，德布林逐渐进入了艺术家和知识分子的圈子，参加了他们在选帝侯大街咖啡馆的聚会，这个圈子成为柏林表现主义运动的中心，包括彼得·希勒、理查·德梅尔、恩里希·穆赫萨姆、Paul Scheerbart和弗兰克·魏德金德1911年，他结识了画家恩斯特·路德维希·柯希纳，后者曾在1912到1914年间为德布林创作了几幅肖像，并给德布林的著作画了几幅插图 1913年5月，德布林完成了第三部小说《王伦三跳》，这部有关中国乾隆年间起义首领王伦的小说使德布林名声鹊起 翌年他开始写《沃德兹克和蒸汽涡轮的斗争》一书，1914年年底完成，但到1918年才出版

### 1915-1933年，一战和魏玛共和国时期
为避免被征入伍，德布林志愿担任军医，被派往萨尔格米纳，尽管最初怀有在德国知识分子圈中的对战争的乐观思想，但他不久就发展了反战主义思想他的儿子沃尔夫冈·德布林于1915年出生，随后是克劳斯和斯蒂凡，由于家庭经济状况不佳，一家人只能蜗居在萨尔格米纳的公寓中
1916年6月底，德布林因《王伦三跳》获得冯塔纳奖他随后开始历史小说《华伦斯坦》的写作。1917年3月，由于患上伤寒，写作被打断。但他在4月和5月的康复中，他得以使用海德堡大学的图书馆研究三十年战争的史料。回到萨尔格米纳之后，他因为上级粗暴的对待病人而和上级发生了冲突。1917年8月2日，他被转派到阿尔萨斯的阿盖诺，附近的斯特拉斯堡图书馆使德布林完成了《华伦斯坦》的写作 
1919年初，德布林搬入新公寓，并且重新在柏林开业行医。战后这一段岁月德布林陷入贫困之中。当时的政治局势也不稳定，他的妹妹梅塔就死于斯巴达克同盟和国家主义者军队之间的小冲突 战后的年代铸就了德布林的政治倾向，尽管他从未参加过任何党派，但鲜明地支持左翼 这段时间，德布林写了一些讽刺和支持工人阶级的杂文，以"Linke Poot,"的化名发表,它们中的11篇以《德国，戴着面具的球》于1921年出版
1921年2月，德布林遇到了21岁的摄影师夏洛蒂·尼可拉斯，虽然两人年龄相差很大，但仍然发展了一段持续数年的浪漫关系同年，德布林全家前往波罗的海海岸度假的时候，他开始为他的科幻小说《山、海、巨人》进行前期准备。1920年德布林加入了德国作家协会，并于1924年成为会长。1921年11月，他开始为Prager Tagblatt审查剧本。1925年他加入了1925年团体，这是一个由支持共产主义的激进知识分子发起的团体，其中包括布莱希特、贝歇尔、恩斯特·布洛赫、赫尔曼·卡萨克、鲁道夫·莱昂纳德、瓦尔特·梅林、罗伯特·穆希尔、约瑟夫·罗斯、恩斯特·托勒、科特·图霍夫斯基和恩斯特·维贝 布莱希特认为德布林对他的影响很大，德布林曾将布莱希特介绍给厄尔温·皮斯卡特

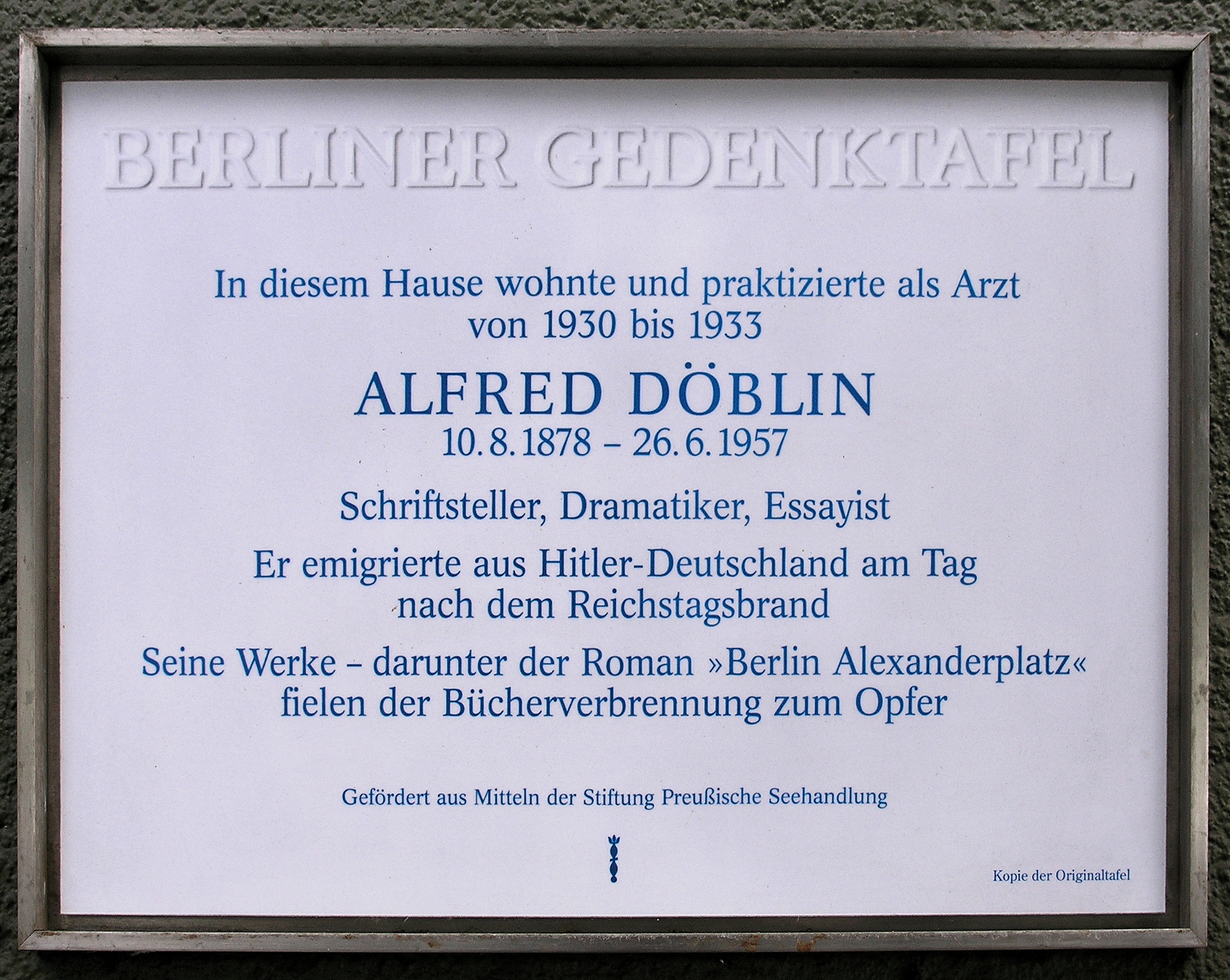
德布林柏林居所的标志牌

1924年9月底，他到波兰旅行两个月，由Fischer Verlag陪同，他被柏林的反犹太主义暴行激怒  他在华沙、维尔纽斯、利沃夫、克拉科夫等地的游记于1925年11月以《波兰纪行》为名出版 1926到1927年，德布林写了自由体史诗《玛纳斯》，1927年5月出版，这部史诗和同年出版的哲学随笔都被证明是不受公众欢迎的作品。 虽然他在魏玛共和国的知识分子圈里的地位越来越高，比如他在托马斯·曼的极力支持下当选为普鲁士艺术学院院士，但文学和经济的成功在远离他
这一境况到1929年的《柏林，亚历山大广场》有所改变在赞扬的文章中，最有名的一篇是沃尔特·本雅明的《小说的危机》，本雅明认为这部小说中大量运用的蒙太奇手法可以解决传统小说所陷入的僵局不久，德布林开始将小说改编成广播剧，并且和人一起将小说改编成了电影《柏林，亚历山大广场》的剧本，电影在1931年10月8日首映1930年代早期的成功是德布林的高峰时刻，他忙于各种课程、朗诵会，组织知识分子的活动，以回应日益增长的纳粹党势力希特勒上台后仅一个月，德布林就离开了德国，前往瑞士

### 1933-1957年，流亡与晚年生活
在苏黎世短暂停留后，德布林全家到了巴黎这一阶段德布林最好的朋友是阿瑟·库斯勒等人他在这里见到了罗伯特·穆齐尔，两人在之后一直保持了断断续续的联系 1933年末，德布林在巴黎完成了小说Babylonische Wandrung  1935年他开始写《亚马逊三部曲》，小说叙述了南美的殖民化和基督教化过程，1937-1938年之间出版 在这个阶段，他也开始写他的分四部分的小说《1918年11月：一场德国革命》，1936年10月他获得了法国国籍。
1939年5月，他短暂地访问美国，参加纽约的国际笔会会议。和其它作家一起，他们到白宫会见了罗斯福，看到了他在柏林的老朋友恩斯特·罗特，当时罗特处于严重的抑郁症中，不久自杀身亡二战开始之后，德布林全家迁往巴黎，德布林的手稿放在索邦的地下室里，得以保存在德军占领法国之前，德布林都在法国信息部工作，和一批法国学者和记者比如法朗士·麦绥莱勒一起，撰写和纳粹对抗的宣传文章。
1940年，六十二岁的德布林因德国入侵法国而再次无家可归，他在芒德的难民营待了一段时间在此期间，他出席过当地天主教会的弥撒，这是他转向基督教的一个转折点 1940年9月3日，德布林一家在里斯本乘船到达美国，十月到达了洛杉矶 到了美国之后，德布林曾为米高梅公司写电影剧本，但1941年10月合同终结，他未能获得续约1941年11月30日，德布林在好莱坞的教堂接受了洗礼
1943年春天，德布林完成了《1918年11月》的写作，但没能找到愿意出版的出版社 他在美国流亡期间唯一出版的作品就是他自己印的250份《1918年11月》中的片段 德布林为自己的孤立和遇到的逆流而烦恼，特别是对比自己的境遇和更成功、不必担忧物质条件的作家，比如 利翁·福伊希特万格和托马斯·曼为纪念他的六十岁寿辰， Helene Weigel于1943年8月14日组织了德布林的生日宴会，出席者有托马斯·曼，Franz Werfel，利翁·福伊希特万格、布莱希特等人，亨利希·曼做了演讲，还有多位朋友朗诵了德布林作品的片段，然而生日会的气氛因德布林的演讲而破坏，他在演讲中谈到了自己皈依天主教。1945年德布林18岁的儿子斯蒂凡被征入伍，加入法国军队。春天，克劳斯还活在瑞士并参加了抵抗运动的好消息传来，但接踵而至的是沃尔夫冈五年前就已经自杀的坏消息

## 二战之后与晚年生活

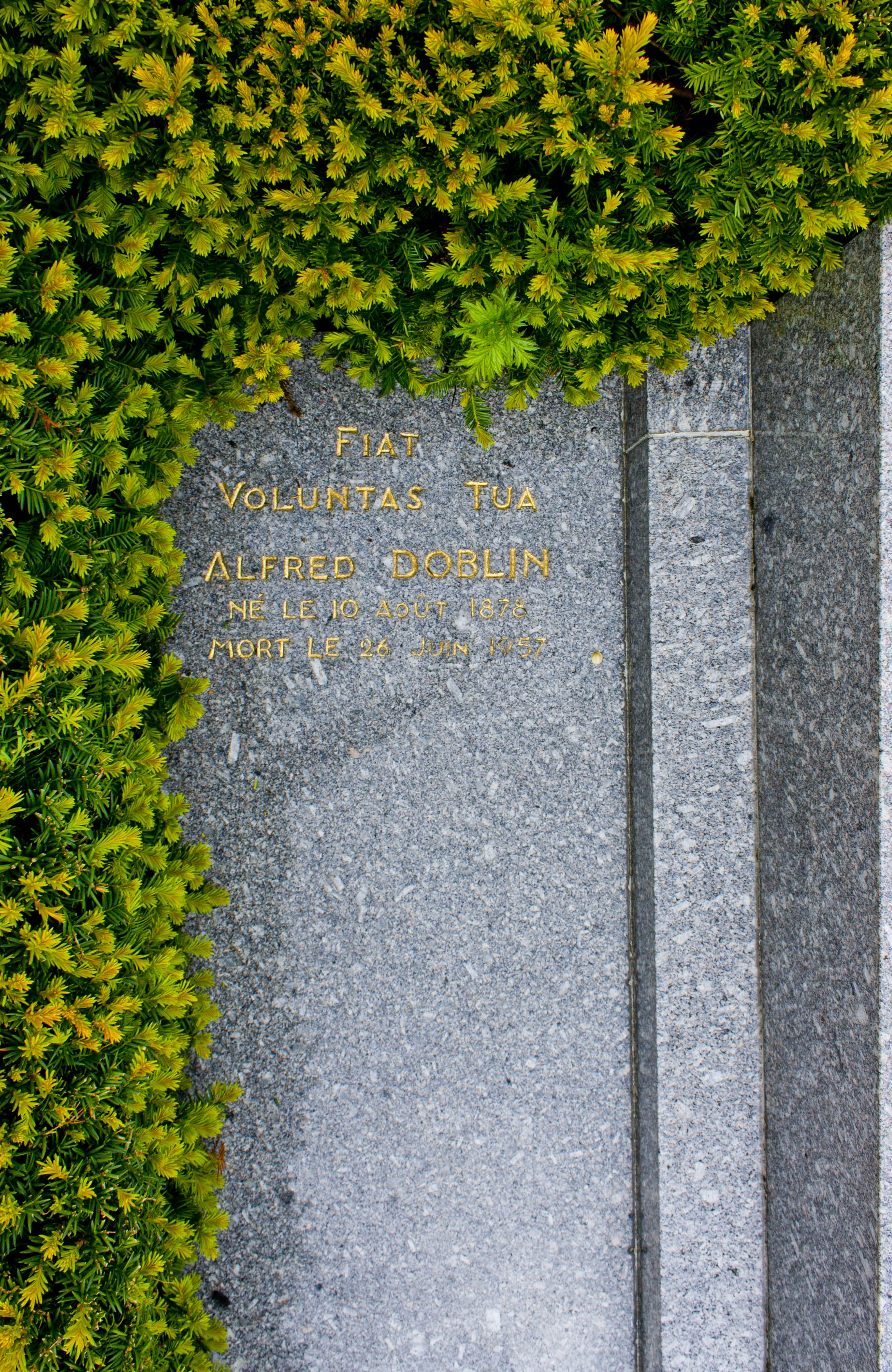
位于乌塞拉的德布林墓碑

1945年10月，德布林夫妇到达纽约，然后乘坐“阿根廷号”回到欧洲，他们首先居住在巴登-巴登，德布林为法国军政府工作，担任公共教育部门的官方代表，他的任务是允许手稿出版，他坚决抵制出版那些同情国家社会主义的作品，比如恩斯特·荣格尔和戈特弗里德·贝恩的作品。在战后德国的保守文学氛围中，德布林虽然努力参与一些出版家和记者的活动，期望重建德国的知识分子和文化生活，重新介绍被纳粹禁止的作品，鼓励年轻作家成长，但他的文学创作未有成功德布林对纳粹时期和战后德国在文化上的区别不大而抑郁而他被战后德国文学隔离化和边缘化加重了他的悲观 尽管布莱希特和贝歇尔邀请他定居东柏林，但1953年德布林夫妇回到巴黎。
德布林的最后一部小说《长夜故事》于1956年出版，颇受欢迎 德布林的晚年受帕金森症引起的病况困扰，不停地在四处住院。通过西奥多·休斯和Joachim Tiburtius的干预，德布林以纳粹迫害受害者的身份从柏林的部门获得了更多生活费，同时美因茨科学院颁给他的文学奖也帮助他能支付日益增加的治疗费用1957年6月26日，德布林在埃门丁根去世，两天后葬于乌塞拉的乡村公墓，儿子沃尔夫冈墓地之旁。9月15日德布林的妻子厄娜去世，葬于德布林墓旁